# アナどきっ!
『アナどきっ!』は2010年10月1日から2013年3月29日まで毎週金曜日16:20 - 16:30（JST）に日本テレビ（関東ローカル）で放送されたミニ番組。『CAPTAIN!TV』の後継番組。

## 概要
出演者へのインタビューや番組の裏側、裏方スタッフの紹介などを通して、日本テレビの番組・映画・イベントを宣伝する。『それいけ!アンパンマン』の放送時間拡大（1時間スペシャルなど）や高校サッカー中継などで放送時間が15:50からの繰り上げスタートとなったり、年末年始や祝日などで休止になることがある。
アナログ放送では2011年6月17日から同放送での最終週にあたる7月22日まで、地デジ推進のための特別放送を実施していた。最初の2週は宮崎宣子アナによる地デジ受信方法の紹介と、ブルーバックと字幕によるコールセンター紹介の二部により構成されていた。その後の3週目からアナログ放送最終週までは、ブルーバックと字幕によるコールセンター紹介のみだった。いずれも次番組の『それいけ!アンパンマン』の放送開始まで、CMなしのいわゆるステブレレスで放送された。
2013年春の番組改編で放送終了。同年4月以降は『それいけ!アンパンマン』と『news every.』金曜版の開始時刻が10分繰り上げとなり、『シオドメディア』『CAPTAIN!TV』と続いた金曜夕方10分間の情報番組は、ちょうど10年間で終止符が打たれることとなった。

## 出演者
- 久野静香（日本テレビ2012年入社新人アナウンサー） - 2012年7月〜
- 杉野真実（同上）
- 安藤翔（同上）
- 安村直樹（同上）
- ダベア

### 声の出演
- 菅谷大介（日本テレビアナウンサー）[2]

### 過去の出演者
- 水卜麻美（日本テレビアナウンサー） - 2010年10月〜2011年3月
- 宮崎宣子（同上） - 2011年4月〜2012年3月[3]
- 山本紘之（同上） - 2012年4月6日[4]
- 上田まりえ（同上） - 2012年4月13日〜6月[5]

## スタッフ
- 演出：石田一利
- 制作協力：AX-ON
- 製作著作：日本テレビ

## 脚註
1. ↑  最終回は東京ドームから安藤翔アナと江川卓によるセ・リーグ開幕戦直前情報を放送。本番組の終了については一切触れられなかった。
2. ↑  「ど」を象ったロゴマークの声担当で、実質的にはナレーター。
3. ↑  2012年3月末を以って日本テレビを退社。
4. ↑  当初レギュラー扱いも、出演は同日（放送内容はプロボクシングダブル世界戦の宣伝で、試合会場から生中継）のみ。
5. ↑  『CAPTAIN!TV』終了以来1年半ぶりの同枠復帰。